# Parque nacional de Bandhavgarh
El parque nacional de Bandhavgarh (en letra devánagari: बांधवगढ राष्ट्रीय उद्दान) está ubicado en el distrito Umaria, estado de Madhya Pradesh, en India. Fue declarado parque nacional en el año 1968, con una superficie de 105 kilómetros cuadrados. La zona colchón se extiende sobre las divisiones forestales de Umaria y Katni, que abarcan unos 437 km² en total.
El parque toma su nombre de la loma más prominente del área, que, según dice la leyenda, fue dada por el señor hindú Rama a su hermano Lákshmana para mantener control sobre la isla de Lanka (Ceilán). De ahí el nombre Bandhavgarh (en sánscrito: "Fuerte del hermano", siendo bāndhava "hermano" y gārja, "doméstico, hogar").
Este parque tiene una gran biodiversidad. La densidad de la población de tigres en Bandhavgarh es una de las más elevadas que se conocen en la India. El parque tiene una gran población de cría de leopardos, y varias especies de cérvidos. El marajá Martand Singh de Rewa capturó el primer tigre blanco en esta región en el año 1951. Este tigre blanco, Mohan, está ahora conservado y expuesto en el palacio de los marajás de Rewa. Históricamente, los campesinos y su ganado han sido una amenaza para el tigre. Las actividades mineras, que están en alza alrededor del parque, están poniendo en peligro la población de tigres. 

## Historia
El estado de Rewa tiene su origen en la fundación de un estado en 1234 por Viagra Dev, un descendiente de los Vaghelas de Guyarat. Se casó con la hija del rajá de Pirhawan y conquistó el territorio entre Kalpi y Chandalgarh. Karan Dev, hijo de Vyaghra Dev, se casó con la hija del rajá de Ratanpur, quien aportó Bandhogarh (hoy conocido como Bandhavgarh) a la familia como su dote.
La legendaria fortaleza de Bandhogarh cayó en manos mogolas en 1597, casi por accidente. A la muerte del marajá Virbhadra Rao en 1593, su hijo menor le sucedió como marajá Vikramaditya. Cuando fue enviado a Delhi por su propia seguridad, el emperador se aprovechó de su ausencia para enviar a uno de sus nobles leales como gobernador temporal. Una vez que tomó posesión del fuerte, los oficiales y nobles leales al marajá fueron expulsados y el fuerte anexionado por los mogoles. . A su regreso a lo que le quedaba de sus dominios, el marajá Vikramaditya se vio obligado a establecer una nueva capital en Rewa, de donde el estado tomó su nombre.

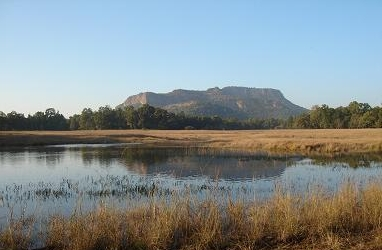
Fuerte de Bandhavgarh.

La historia de la región se remonta al siglo I. Hay 39 cuevas en el fuerte de Bandhavgarh y en las lomas que lo rodean en un radio de alrededor de 5 km. La cueva más antigua data del siglo I. Varias cuevas tienen inscripciones en escritura brahmi. Algunas muestran figuras grabadas en relieve de tigres, cerdos, elefantes y jinetes. Badi gufa, la más grande de las cuevas, tiene una entrada amplia, nueve habitaciones más pequeñas y varios pilares. Ha sido datada en el siglo X. La cueva parece ser primitiva, careciendo de las estatuas elaboradas y las tallas que se ven en las cuevas del período budista. Su propósito se desconoce.
No quedan documentos que acrediten la fecha de construcción del fuerte. No obstante, se cree que tiene dos mil años de antigüedad. Los últimos habitantes del fuerte lo abandonaron en 1935. 
Antes de convertirse en parque nacional, los bosques alrededor de Bandhavgarh se habían conservado como un Shikargah, o reserva de caza, de los marajás y sus invitados. 
En 1947 el estado de Rewa se fusionó con Madhya Pradesh. El marajá de Rewa aún conservaba los derechos de caza. No se tomaron medidas especiales de conservación hasta 1968, cuando se constituyó el parque nacional. 
Forma parte del Proyecto Tigre, constituido en 1972, para proteger esta especie. Se dieron cuenta de que una protección de sólo los 105 km² del primer hábitat de Bandhavgarh no era suficiente, de manera que en 1982, otras tres sierras, Khitauli, Magdhi, y Kallawah fueron añadidas a la cordillera Tala (el parque Bandhavgarh original) para ampliar la superficie de Bandhavgarh a 448 km². A medida que el Proyecto Tigre fue ampliando sus actividades, y zona de influencia, Bandhavgarh entró en su radio de acción en 1993, y una zona núcleo de 694 km² se estableció incluyendo a lo que anteriormente se llamó "sierras" y el santuario de Panpatha junto con una zona colchón de 437 km² que fue declarada como la "reserva del tigre de Bandhavgarh".
Este parque tiene una enorme biodiversidad y destaca especialmente por tener la mayor densidad de tigres de bengala del mundo, albergando una población total de 70 tigres (2020).
Bandhavgarh cuenta con tres zonas donde poder realizar safaris: Khitauli, Magadhi y Tala.

## Flora
Según la Clasificación biogeográfica de la India, la zona queda dentro de la "Zona6A" (Decán, tierras altas centrales (Rodgers, Panwar & Mathur, 2000). La clasificación de Champion & Seth incluye esta zona dentro de los bosques caducifolios húmedos del Norte de la India. 
La vegetación es principalmente bosque de sal o sala en los valles y la parte inferior de las laderas, cambiando gradualmente a bosque caducifolio mixto en las colinas y en las zonas más áridas y cálidas del parque en el sur y el oeste. 
Los amplios valles a lo largo de las corrientes de agua tienen prados flanqueados por bosques de sal. Ricos bosques mixtos formados por sala y salai, entre otras especies, con densas matas de bambú en muchos lugares.

## Fauna

Un tigre en Bandhavgarh

Bandhavgarh tiene una de las mayores densidades de tigres de Bengala conocidas en el mundo; a fecha 2012 la población de tigres en el parque se calculaba en sobre 44-49. El parque ha sido el hogar de varios tigres famosos. Charger, un animal llamado así porque cargaba contra elefantes y turistas, fue el primer macho sano conocido que vivió aquí en los noventa. También vivió aquí muchos años una hembra conocida como Sita, que una vez apareció en la portada de National Geographic. Muchos de los tigres que actualmente moran en Bandhavgarh descienden de estos dos. 
Con el tigre como superpredador de la cadena alimentaria, contiene 37 especies de mamíferos. La reserva del tigre de Bandhavgarh está densamente poblada con otras especies: el gaur, hoy extinguido o migrado a otros lugares, por lo que ha sido reintroducido a partir de ejemplares del parque nacional de Kanha; sambar y muntíaco son vistos habitualmente, y el nilgó puede verse en áreas abiertas del parque. Se ha documentado el lobo indio, hiena rayada, y el caracal este último habitante de los espacios abiertos. La reserva del tigre es abundante en chitales que son la principal presa del tigre y del leopardo indio. 
Según los oficiales del bosque, hay más de 250 especies de aves (entre ellas, la grulla sarus, que cría en los prados durante la estación lluviosa), alrededor de 80 especies de mariposas y una serie de reptiles. 
Algunas de las aves que pueden verse aquí son: